# Galib Jafarov
Galib Jafarov, nome completo Galib Musa oglu Jafarov (in kazako Галиб Мұсаұлы Жафаров?; Aqtöbe, 9 maggio 1978), è un ex pugile kazako.

## Palmarès

### Mondiali dilettanti
- 2 medaglie:
  - 1 oro (Bangkok 2003 nei pesi piuma)
  - 1 argento (Belfast 2001 nei pesi piuma)

### Giochi asiatici
- 2 medaglie:
  - 1 argento (Busan 2002 nei pesi piuma)
  - 1 bronzo (Doha 2006 nei pesi piuma)

### Campionati asiatici
- 1 medaglia:
  - 1 oro (Puerto Princesa 2004 nei pesi piuma)